# 한안치
한안치(일본어: 攀安知, 생년 미상 ~ 1416년)는 산잔 시대 호쿠잔국(北山王国)의 제3대 국왕(재위 기간: 1401년 ~ 1416년)이자, 호쿠잔 하니지 왕조의 마지막 국왕이다. 그의 아버지는 제2대 국왕 민이다.
츄잔(中山)의 왕인 쇼하시왕(尙巴志王)이 1416년에 호쿠잔을 공격하여 멸망시켰다. 이 과정에서 쇼하시는 꽤나 고전했는데 결국 쇼하시는 한안치의 부하장수인 모토부 테이하라(本部平原)를 돈으로 매수했으며 모토부 테이하라는 쇼하시에게 돈을 받고 성문을 열어줬다. 이 때문에 성이 함락되자 분노한 한안치는 모토부 테이하라와 일기토를 벌여 목을 베고 난 뒤 강에 뛰어들어 자결했다.
| 전임자 민 | 제3대 호쿠잔 국왕 1401년 ~ 1416년 | 후임자 - |

| 전임자 민 | 제3대 류큐왕국 호쿠잔왕 1401년 ~ 1416년 | 후임자 - |